# Abdi Bile
Abdi Bile (Las Anod, 28 de dezembro de 1962) é um antigo atleta somali, especialista em corridas de meio-fundo e que se tornou, em 1987, o primeiro atleta campeão do mundo do seu país.

## Início da carreira
O seu pai chamava-se Bile Abdi, um pastor nómade que vivia nos arredores de Las Anod com as suas vacas, camelos, ovelhas, cabras e cavalos. A sua mãe, Hawo Osman, uma das quatro mulheres de Bile Abdi, vivia em Las Anod com uma filha, entre os 15 filhos de Abdi. O tio de Abdi Bile, Mohammmed Abdi, um agente da polícia, providenciava que todas as crianças recebecem apoio e instrução. Abdi Bile, o mais velho das crianças, jogava futebol, como a maioria das crianças somalis, sem nunca se ter interessado pelo atletismo até ao dia em que, com 18 anos de idade, foi desafiado por um amigo para correr uma prova de 400 metros.
Em poucos dias melhorou a sua marca pessoal para 51 segundos, um tempo notável para quem nunca tinha corrido aquela distância até poucos dias antes e o fazia sem quaisquer condições de equipamento e de pista. Nos meses seguintes experimentou correr os 800 e os 1500 metros com idêntico sucesso. No verão de 1982 foi selecionado para representar a Somália nos Jogos da África Oriental e nos Campeonatos Africanos onde não foi particularmente notado.
É por essa altura que conhece um seu compatriota, Jama Aden, que estudava e praticava atletismo nos Estados Unidos. Abdi Bile mostra-se interessado emseguir os seus passos e, passado algum tempo, ingressa na George Mason University, na Virginia. Estava lançada a sua carreira iternacional.

## Carreira internacional
Abdi Bile venceu os  1500  metros dos Campeonatos do Mundo de 1987, correndo os últimos 800 m da prova em 1'46"0, as mais rápidas últimas duas voltas de sempre em corridas de 1500 metros. Participou em duas Olimpíadas (1984 e 1996) e dominou aquela distância ao longo da parte final da década de 1980. Em 1989 ganhos os 1500 metros da Taça do Mundo em Barcelona e foi duas vezes vencedor da final do Grand Prix da IAAF.
A sua carreira foi cortada por numerosas lesões que o impediram de participar nos Campeonatos do Mundo de 1991 e nas Olimpíadas de 1988 e 1992.
Em 1996 acabava em sexto lugar na final de 1500 metros dos Jogos Olímpicos de Atlanta e, pouco depois, terminaria a sua carreira.

## Legado
Após a sua vitória nos Campeonatos do Mundo de 1987, Abdi Bile fez uma viagem ao seu país, tendo sido recebido triunfalmente como um herói nacional. Essa vitória despertou um grande interesse pelo atletismo, por parte dos jovens somalis. Porém, esse interesse acabou por não dar resultados por o país ter entrado numa prolongada guerra civil. Ainda assim, Bile tem dado o seu contributo ajudando várias organizações humanitárias.